# Unión Deportivo Ascensión
El Unión Deportivo Ascensión (conocido como UDA o UDA de Huancavelica) es un club de fútbol del Perú del distrito de Ascensión en el departamento de Huancavelica. Fue fundado en 1959 y desde la temporada 2025 participa en la Liga 3, la tercera categoría del fútbol nacional.

## Historia

### 1959: Fundación
El 18 de julio de 1959; fue fundado el club Unión Deportivo Ascensión en la plaza principal del barrio de la Ascensión, por iniciativa de entusiasta deportistas entre, casados, solteros y jóvenes progresistas del barrio con el propósito de participar oficialmente en la Liga Provincial de Huancavelica.

### 1959-1967: Primeros años y Campeonato Nacional
Desde su inscripción en la liga, su participación del “UDA” fue efectiva y fructífera futbolísticamente razón por el cual año tras año fue campeón de la liga local; muchas veces campeón distrital, provincial, departamental e interdepartamental.
Ascensión, cuna de grandes intelectuales y deportistas; en fútbol la mayoría de los integrantes del “UDA”, fueron Campeones Nacionales de fútbol Amateur, de cuyo resultado heroico, garra y pundonor deportivo consiguieron la famosa Copa Nacional Amateur el año de 1963 y dejaron este trofeo para orgullo de Huancavelica como recuerdo eterno que nunca olvidaremos en la historia del fútbol huancavelicano.

### 1968-2023: Campañas en la Copa Perú
Luego de la creación de la Copa Perú, fue el representante del departamento de Huancavelica en las tres primeras participaciones del departamento en el torneo; sin embargo, no logró clasificar a la Finalísima.
En 1978 superó la primera fase de la Etapa Regional pasando a disputar el pase al hexagonal final contra Asociación Deportiva Tarma y Defensor Chicrín, siendo el cuadro tarmeño quien lograría la clasificación.
Llegó nuevamente a la Etapa Regional en 1980 donde finalizó en el último lugar de la Región VIII detrás del Miguel Grau de Abancay y Deportivo Centenario de Ayacucho. En 1990 empató el primer lugar de la Región VI con Social Magdalena de Ayacucho por lo que fue a un desempate, jugado en Huancayo, donde quedó eliminado por penales.
En la Copa Perú 2002 clasificó a la Etapa Regional, esta vez en la Región VI, logrando el primer lugar y la clasificación a la siguiente fase eliminando al San Francisco de Huanta y Deportivo Educación de Abancay. En los cuartos de final de la Etapa Nacional enfrentó al León de Huánuco perdiendo 3-2 de visita y como local empató 1-1 quedando fuera del torneo.
En la Copa Perú 2012 tras lograr el título distrital y provincial llegó a la etapa Departamental donde fue subcampeón detrás de Municipal de Yauli. En la etapa Regional perdió la clasificación a la siguiente fase en la última fecha tras perder 2-1 ante Defensor Zarumilla en Ica.
En 2015 fue campeón distrital de Ascensión y luego logró el título provincial de Huancavelica. Tras obtener el campeonato departamental clasificó a la Etapa Nacional de la Copa Perú 2015 donde fue eliminado en la última fecha de la primera fase tras perder 2-1 con Trilce en Huancayo. Regresó a una Etapa Nacional en la Copa Perú 2016 donde eliminó en segunda fase a Cultural Tarapacá de Huánuco pero quedó fuera del torneo en octavos de final ante Kola San Martín.
En la Copa Perú 2018 regresó a una Etapa Nacional como campeón departamental. Ganó los seis partidos de la primera fase por lo que terminó en primer lugar de la tabla general y clasificó  a octavos de final. En esa etapa superó a Credicoop San Román por un global de 6-1 y en cuartos de final eliminó a Las Palmas de Chota (3-3 global) por mejor ubicación en la tabla general para clasificar al cuadrangular final. Empezó el cuadrangular con un triunfo 1-0 ante Alianza Universidad pero perdió los dos partidos siguientes y terminó en cuarto lugar sin lograr el ascenso directo a Primera ni el pase al Cuadrangular de ascenso.
En la campaña 2019, el UDA participó en la Etapa Nacional luego de empezar la temporada desde la fase departamental. Durante la instancia nacional, UDA clasifica a los dieciseisavos de final al ocupar la posición 31 de la tabla de posiciones de la Etapa Nacional. En dicha ronda juega contra Credicoop San Cristóbal de Moquegua, que vence al UDA por un marcador global de 9 - 1 (Local 1-3 y visita 6-0). Su participación fue realizada en el Estadio Huancavelica, que estaba en plena remodelación.
Participó de la Copa Perú 2021 eliminó en la Fase 1 a Universidad Nacional de Huancavelica y en la Fase 2 a Deportivo Verdecocha. Quedó eliminado en la Fase 3 del torneo por Credicoop San Cristóbal. En los dos años siguientes no participó en su liga distrital.

### 2024: Ascenso a Liga 3
Para la Copa Perú 2024 campeona la liga distrital, posteriormente es subcampeón provincial y luego se consagra campeón de su liga departamental, clasificando a la Etapa Nacional junto a Sport Machete.
Tras la creación de la Liga 3 desde el año 2025, el cuadro tuvo más chances de ascender a una categoría superior al de la Copa Perú sabiendo que debía tener un mejor rendimiento que Sport Machete para mínimo ascender a la Liga 3 como el representante de Huancavelica. Finalmente quedan eliminados en fase regular en el puesto 37 con 7 puntos, solo un punto más que Machete, lo que significo el ascenso a la Liga 3 desde la temporada 2025 tras muchos años militando en la Copa Perú.

## Uniforme
- Uniforme titular: Camiseta azul con una franja amarilla horizontal, pantalón azul, medias azules.
- Uniforme alternativo: Camiseta amarilla con una franja azul horizontal, pantalón azul, medias azules.

## Rivalidades

### Clásico Huancavelicano
Su rival tradicional es el Diablos Rojos de Huancavelica equipo con quien disputa el Clásico Huancavelicano. Anteriormente se enfrentaban en la Liga de Huancavelica pero con la creación de la Liga Distrital de Ascensión se enfrentan a partir de la Etapa Provincial de Huancavelica.

## Estadio
El Estadio IPD de Huancavelica es un estadio ubicado en la ciudad de Huancavelica, Departamento de Huancavelica. Es utilizado actualmente por el Unión Deportivo Ascensión en las instancias posteriores de la Copa Perú. También utiliza el estadio Atahualpa de Ascensión durante la etapa distrital.

## Entrenadores
| - José Tembladera (2010) - José Pari (2014) - Jaime Carrión (2015-2016) - Aristóteles Ramos (2017) - Jaime Carrión (2018) | - Luis Morán Cabanillas (2019-2020) - Luis Revilla (2021) - Luis Morán Cabanillas (2024) - Edson Ojeda (2024-2025) |

## Palmarés

### Torneos regionales
| Competición regional                      | Títulos                                                                 | Subcampeonatos    |
| ----------------------------------------- | ----------------------------------------------------------------------- | ----------------- |
| Etapa Regional - Región VI(1/0)           | 2002.                                                                   |                   |
| Liga Departamental de Huancavelica (12/2) | 1967, 1968, 1969, 1977, 1978, 1989, 2002, 2015, 2016, 2018, 2019, 2024. | 2010, 2012.       |
| Liga Provincial de Huancavelica (8/3)     | 1967, 1968, 1969, 2002, 2012, 2015, 2016, 2018.                         | 2010, 2017, 2024. |
| Liga Distrital de Ascensión (10/0)        | 2009, 2010, 2012, 2013, 2014, 2015, 2016, 2017, 2018, 2024.             |                   |